# Testemunha da Acusação e Outras Peças
Testemunha da Acusação e Outras Peças é o segundo volume da coletânea de textos teatrais escritos por Agatha Christie, publicados no Brasil em outubro de 2007 pela L&PM Editores (ISBN 978852541660-5). Na década de 1980 já havia sido publicado pela Editora Nova Fronteira, com pequenas variações no título - Testemunha de Acusação e Outras Peças: Teatro II (ISBN 852091170-6) - com tradução de Bárbara Heliodora.

## Peças incluídas no livro
- Testemunha de Acusação – baseada em seu conto The Witness for the Prosecution, publicado em 1948 no livro Witness for Prosecution and Other Stories.
- A Hora H – baseada em sua obra Towards Zero, publicada em 1944; foi co-escrita com Gerald Verner.
- Veredito (título original em inglês, Verdict) – trata-se de peça escrita originalmente para o teatro, sem se basear em nenhuma outra obra da autora.
- Retorno ao Assassinato (título original em inglês, Go Back for Murder)